# 봉화 척곡교회 소장 전적
봉화 척곡교회 소장 전적(奉化 尺谷敎會 所藏 典籍)은 대한민국 경상북도 봉화군 법전면 척곡리 833-1, 척곡교회에서 소장하고 있는 전적이다. 2011년 9월 22일 경상북도의 문화재자료 제590호로 지정되었다.

## 개요
문화재로 지정 신청된 유물은 1907년 5월 17일 창립된 봉화 척곡교회에 소장되어 있는 교회 기록문서 8점(點)과 척곡교회 창립자인 김종숙 목사가 소장했던 것으로 전해지는 서적 7책(冊)이다.
척곡교회 기록문서 가운데 《洗禮敎人名簿》는 척곡교회가 창립된 1907년부터 1955년까지의 세례교인 명부로서, 모두 29면에 145명의 세례교인 명부가 첨부되어 있으며 한국 교회에서 비교적 오래된 명부로 추정되고 있다. 《尺谷長老敎勉勵會會錄》은 1921년 5월 19일 안동에서 선교사로 있던 안대선(Wallis Anderson)의 주선으로 조직된 척곡교회 면려회의 회의록으로서, 면려회 조직과 임원 등의 선출 내용을 기록하고 있다. 《奉化尺谷勉勵會出席簿》는 척곡교회 면려회에서 1926년도부터 사용된 출석부로서, 회원의 성명과 주소, 그리고 연령을 기록하고 있다. 《尺谷堂會錄(二號)》은 1926년 11월 28일부터 현재까지 기록된 척곡교회의 역사로서, 현재 2호만이 남아 있고 그 이전의 1호는 분실되었다. 《尺谷敎會基本金期成會創立總會錄》은 1930년 12월 8일 조직된 척곡교회 기본금 기성회의 창립총회 회의록이다. 이상 5點의 교회 기록문서는 대개 1920년대의 것으로 기독교의 전도과정과 운영실태를 이해할 수 있는 귀중한 자료라 판단된다.
이외에 김종숙 목사가 소장했던 《신구경요지》등 7冊의 서적은 1910년대부터 1930년대에 걸쳐 간행된 기독교 교리서와 잡지들로서, 여러 대학도서관 등에 다수 소장되어 있으므로 문화재로 지정하기에는 미흡하다고 판단된다.
따라서, 봉화 척곡교회 소장 전적 중 《洗禮敎人名簿》, 《尺谷長老敎勉勵會會錄》, 《奉化尺谷勉勵會出席簿》, 《尺谷堂會錄(二號)》, 《尺谷敎會基本金期成會創立總會錄》등 5點을 一括하여 文化財資料로 지정한다.

## 참고 자료
- 봉화 척곡교회 소장 전적 - 국가유산청 국가유산포털